# Саблинское
Са́блинское — село в Александровском районе (муниципальном округе) Ставропольского края России.

## География
Село расположено на реке Сабля (изгиб реки напоминает выгнутую саблю), такое же название получило и село. Село расположено в холмистой местности. Юго-западная часть села находится в широкой балке, по которой протекает река Сабля, впадающая в реку Мокрый Карамык. В окрестностях имеются глина, песок, гравий.
Расстояние до краевого центра: 115 км.
Расстояние до районного центра: 28 км.

## История
Согласно данным справочника «Административно-территориальное устройство Ставрополья с конца XVIII века по 1920 год» селение «основано в 1789 г. на реках Сабля и Карамык отставными солдатами». В печатных источниках конца XIX — начала XX веков как дата образования села указываются 1781, 1782, 1786, 1796 годы. По другим сведениям возникновение села относится к 1785 году, «когда по распоряжению генерал-губернатора Саратовского и Кавказского П. С. Потёмкина на р. Карамык были поселены 106 душ мужского пола отставных солдат, ранее служивших в Астраханском драгунском, Владимирском пехотном полках, Горском егерском батальоне и воинских частях, занимавших Кавказскую линию»:327.
В соответствии с указом Николая I от 2 декабря 1832 года селение Сабля Пятигорского уезда Ставропольской губернии было преобразовано в станицу Саблинскую:328. В период с 1832  станица была причислена к Хопёрскому, с 1845 года к 1-му Волгскому полку Кавказского линейного казачьего войска, с 1861 года — к Терскому казачьему войску. В административном отношении станица относилась к Георгиевскому округу Терской области, с мая — к Пятигорскому округу.
21 мая 1873 года она вошла в состав Александровского уезда и, в связи с передачей в гражданское ведомство, была преобразована в село (по другим данным Саблинское получило гражданский статус в 1880 году). По другим данным станица Саблинская была причислена к Александровскому уезду из Терской области в 1874 году.
По данным переписи 1926 года в селе Сабля числились 1000 дворов и 4881 житель (по национальному составу население было представлено преимущественно малороссами):17.
На 1 января 1927 года село являлось центром Саблинского сельсовета Александрийского района Терского округа. В состав сельсовета входило 2 населённых пункта: село Сабля и хутор Солженицын:16.
В марте 1932 года Саблинский сельсовет был передан из Георгиевского района в Александровский район.
С 7—8 августа 1942 года по 14 января 1943 года Александровский район был оккупирован войсками гитлеровской Германии. 13 января 1943 года село Саблинское было освобождено советскими военнослужащими. Во время Великой Отечественной войны около тысячи жителей Саблинского ушли на фронт, 499 из них погибло.
На 1 марта 1966 года в состав территории Саблинского сельсовета входило 4 населённых пункта: село Саблинское (центр) и хутора Всадник, Красный Чонгарец, Свободный (упразднён в 1983 году):7.
До 16 марта 2020 года село было административным центром упразднённого Саблинского сельсовета.

## Население
| 1785  | 1789  | 1791  | 1802  | 1812  | 1819  | 1844  | 1856  | 1861  |
| ----- | ----- | ----- | ----- | ----- | ----- | ----- | ----- | ----- |
| 106   | ↗152  | ↘123  | ↗263  | ↗379  | ↘290  | ↗1212 | ↗1875 | ↘1551 |
| 1865  | 1897  | 1903  | 1925  | 1926  | 1989  | 2002  | 2010  | 2014  |
| ↗1684 | ↗3399 | ↗3416 | ↗5095 | ↘4881 | ↘3069 | ↘2975 | ↘2932 | ↗3000 |
| 2021  | 2023  |       |       |       |       |       |       |       |
| ↘2743 | ↗2753 |       |       |       |       |       |       |       |

По данным переписи 2002 года в национальной структуре населения преобладают русские (90 %).

## Инфраструктура
- Банкомат, Сбербанк России
- Музей Боевой Славы им. М. Т. Кондратовой и А. Т. Улановой (сестёр, участниц Великой Отечественной войны 1941-1945 гг., основателей музея). Открыт 9 мая 1980 года[29]

## Образование
- Детский сад № 12 «Незабудка». Открыт 27 сентября 1982 года[30]
- Средняя общеобразовательная школа № 6

## Производство
- Агрохолдинг «Саблинское» — крупнейший в районе. Зернопроизводство, растениеводство и животноводство[31]

## Русская православная церковь
- Церковь в честь Косьмы и Дамиана[32]. В 1874 году была построена деревянная церковь[4].

## Достопримечательности
- Здание гимназии № 1 (построено в 1897 году)
- Бывшая усадьба Семёна Ефимовича Солженицына, деда А. И. Солженицина.

## Люди, связанные с селом
- Галенко Иван Фёдорович (1923 — 1998), Герой Социалистического Труда, колхозник колхоза им. Кирова. Родился, жил и умер в Саблинском[33]
- Голокоэов Д. И. — слесарь колхоза им. Кирова, кавалер ордена Ленина[4]
- Овчинников Николай Власович (1910 — 1945) — участник Великой Отечественной войны, полный кавалер ордена Славы
- Тенищев И. И. — председатель колхоза им. Кирова, кавалер ордена Ленина[4]

## Памятники
- Братская могила красных партизан и советских воинов, погибших в годы Гражданской и Великой Отечественной войны. 1918—1920, 1943, 1967 годы[34]. По другим данным мемориал «Братская могила красных партизан и воинов Советской Армии, павших в годы Гражданской и Великой Отечественной войны 1941-1945гг.». Открыт 9 мая 1990 года[29].  261610645310005
- Памятник (обелиск) бойцам гражданской войны, погибшим в 1919 году, в количеств 8 человек. 1921 год.  261710899310005
- Памятник В. И. Ленину. 1960 год.  261710893840005
- Памятник С. М. Кирову. 1960 год.  261710893820005
- Могила И. И. Лещенко, организатора советской власти в селе Саблинском.  261610645330005